# American wirehair
Pour un article plus général, voir chat.
L'American Wirehair est une race de chats originaire des États-Unis. Ce chat est caractérisé par sa robe à poils ondulé et frisé  

## Origines
Cette race descend de l'American shorthair. Il apparut dans une portée d'American shorthairs en 1966 dans l'État de New York. Un des mâles de la portée, le seul roux avait cette fourrure. Le propriétaire du chaton fit appel à une éleveuse de chats de variété Rex, qui l'acheta avec une des sœurs du chaton qui avait le poil normal. Les deux furent croisés et donnèrent naissance à une portée de chats aux poils frisés. C'est ainsi que commença le programme d'élevage de la race.
Le poil frisé et crépu est dû à une mutation génétique spontanée. Le gène est dominant, c'est pourquoi aujourd'hui encore il est croisé avec des American shorthairs.
La race est reconnue dès 1987 par la CFA aux États-Unis et par le LOOF en France. Arrivé en France en 1972, ce chat reste méconnu en dehors de son pays d'origine.

## Standards
L'American Wirehair a gardé le physique de ses ancêtres qui étaient des chats de ferme. Le physique de ce chat doit être équilibré et aucun trait n'est exagéré.
Le corps est rectangulaire et donne une impression de puissance, avec une ossature forte. Les pattes sont de longueur moyenne, robustes et parallèles entre elles. Les pieds sont ronds. La queue est épaisse à la base et s'affine vers une extrémité arrondie.
La tête est de taille moyenne, avec des joues pleines lui donnant une impression de douceur. Le nez est moyennement court et a la même largeur sur toute sa longueur. De profil, on peut remarquer un léger stop. Comme chez l'American Shorthair, un des traits caractéristiques est le museau bien marqué et carré avec la mâchoire solide.
Les oreilles sont de taille moyenne et peu ouvertes à la base, elles sont placées bien espacées l'une de l'autre sur la tête.
Les yeux sont de taille moyenne à grande, arrondis et placés de biais. Leur couleur doit être assortie à la robe.
Le poil est l'élément le plus caractéristique de l'American Wirehair, dont le nom signifie littéralement "à poil dur". La fourrure est composée d'un mélange de poils crépus, de poils froissé et de poils avec un crochet au bout.
Sa fourrure dense et crépue est peu agréable au toucher puisque très rêche (elle rappelle un peu celle du fox terrier à poil dur). Elle ne doit en aucun cas être crantée, ce qui rappellerait la fourrure des Rex. Les moustaches sont elles aussi ondulées.
Les robes traditionnelles sont acceptées, dans toutes les couleurs sauf lila, cannelle et chocolat. Les premiers sujets étaient entièrement blancs.

## Caractère
L'American Wirehair est un chat sociable, affectueux et d'un caractère équilibré. Habile et robuste, il aime vagabonder à l'extérieur et se montre sociable envers ses congénères et les autres animaux qu'il peut rencontrer. Son tempérament est proche de celui de l'American Shorthair.

## Santé
L'American Wirehair a très peu de soucis de santé. Son espérance de vie reste faible pour un chat, entre sept et douze ans.